# Олійник Олена (спортсменка)
Олійник Олена (* 1989) — українська велосипедистка.

## З життєпису
2009 року вона представляла Україну на Чемпіонаті світу з шосейних велогонок 2009.